# Пикани 147
Пикани 147 (англ. Piikani 147) — индейская резервация алгонкиноязычного индейского племени северные пиеганы, входившего в конфедерацию черноногих. Находится на юге канадской провинции Альберта.

## История
Северные пиеганы являются частью племени пикани, или пиеганов, которая в 1850 году откочевала на север вместе с кайна и сиксиками и осталась на территории Канады. Остальные пикани кочевали по территории Соединённых Штатов. Так пикани разделились на две ветви, на северную и южную.
В середине сентября 1877 года представители канадского правительства прибыли для заключения договора с народами канадских прерий. Племенам изложили условия предлагаемого договора — индейцы должны были позволить белым жить на их территориях, взамен им будет выделены резервации и оказана помощь в ведении сельского хозяйства. Вождь северных пиеганов, Орлиный Хвост, предпочёл, чтобы его племени была выделена земля вблизи холмов Поркьюпайн-Хилл в районе реки Олдмен.

## География
Резервация расположена в 61 км к западу от города Летбридж, на реке Олдмен, недалеко от города Пинчер-Крик. Её территория составляет 430.31 км². Пикани 147 является четвёртой по площади индейской резервацией Канады.

## Демография
В 2011 году в резервации проживало 1 217 человек. Плотность населения была 2,8 человека на квадратный километр.